# 竹内孝之
竹内 孝之（たけうち たかゆき、1970年10月23日 - ）は、東京都出身の競技麻雀のプロ雀士。血液型はA型。
日本プロ麻雀協会所属。同協会理事を務める。

## 人物・経歴
趣味特技はスロット。麻雀プロフェッサーの異名を持つ。

## 獲得タイトル
- 第1・5回 覇王
- 第15期撥王位

## リンク
- https://twitter.com/ryuuou1023
- 会員一覧：た行 日本プロ麻雀協会